# Erpingham
Erpingham – wieś w Anglii, w hrabstwie Norfolk, w dystrykcie North Norfolk. Leży 24 km na północ od Norwich i 176 km na północny wschód od Londynu.
Miejscowość liczy 541 mieszkańców.